# Seznam slovenskih leksikografov
Seznam slovenskih slovaropiscev (leksikografov).

## A
- France Adamič
- Peter Amalietti
- Martin Ahlin
- (Alasia da Sommaripa)
- Ana Anžel
- Ivan Anton Apostel (Bernard Mariborski)
- Pavel Apovnik
- Bronislava Aubelj
- Otmar Avsec

## B
- Karel Bačer
- Anton Bajec
- Drago Bajt
- Jože Bajuk
- Marija Bajzek Lukač
- Júlia Bálint Čeh
- Bojan Balkovec
- Vincenc Bandelj
- Stanko Banič
- Friderik Baraga
- Anton Bartel
- Janez Batis
- Ljubo Bavcon
- Angelos Baš
- Andrej Bekeš
- Marjana Benčina
- Francka (Frančiška) Benedik
- Martin Benedik
- Metod Benedik
- Mirjam Beranek
- Sonja Berce
- Stane Bernik
- France Bezlaj
- Josip Bezlaj
- Franc Bilc
- Zvonko Bizjak
- Aleksander Bjelčevič
- Andrej Blatnik?
- Oskar Böhm
- Adam Bohorič
- Ljudmila Bokal
- Zdenko Borovka
- Alenka Božič
- Fran Bradač
- Valter Braz
- Marijan Brecelj
- Franc Anton Breckerfeld
- Janez Sigmund Breckerfeld
- Lan Brenk
- Anton Breznik (1881–1944)
- Ivanka Brglez
- Miran Brinar
- Ivan Brlek
- Nataša Bucik
- Milan Bufon
- Stanko Bunc
- Franca (Frančiška) Buttolo

## C
- Izidor Cankar
- Božo Cerar
- Emilijan Cevc
- Matej Cigale
- Andrej Cizl?
- Rada Cossutta
- Rudolf del Cott
- Franco Crevatin

## Č
- Metod Čepar
- Ivanka Černelič
- Mirko Černič
- Manca Černivec?
- Dušan Čop?
- Darko Čuden

## D
- Jurij Dalmatin
- Anton Debeljak
- Janez Debevec
- Friderik Degen
- Dino Del Medico
- Narcis Dembskij
- Marjeta Demšar
- Alenka Dermastia
- Duša Divjak Race
- Karel Dobida
- France Dobrovoljc
- Helena Dobrovoljc
- Anton Dokler
- Marjan Dolgan
- Darko Dolinar
- France Martin Dolinar
- Ksenija Dolinar
- Janez Gregor Dolničar
- Josip Drobnič
- Nina Drstvenšek

## Đ
- Maja Đukanović
- Vlado Đukanović

## E
- Janez Erat
- Tomaž Erjavec
- Urh Erjavec

## F
- Diomira Fabjan Bajc
- Jože Faganel
- Marijan Flander
- Evald Flisar
- Darja Frelih
- Jerneja Fridl
- Metka Furlan
- Silvan Furlan

## G
- Dušan Gabrovšek
- Edvard Glaser?
- Apolonija (Polona) Gantar
- Kajetan Gantar
- Joža Glonar
- Alenka Gložančev
- Edi Gobec
- Marjetka Golež Kaučič
- Edi Gobec (ameriški Slovenec)
- Alenka Goljevšček Kermauner
- Berta Golob
- Gorazd Golob
- Sonja Gorec
- Katarina Grabnar
- Anton Grad
- Janez Gradišnik
- Bogo Grafenauer
- Niko Grafenauer
- Igor Grdina
- Jože Gregorič
- Bruno Gričar
- Vekoslav Grmič
- Adolf Groebming & Ivan Lesica
- Martin Grum
- Alfonz Gspan
- Nada Gspan Prašelj
- Ožbalt Gutsman

## H
- Stanislav Hafner
- Milena Hajnšek Holz
- Bajram Haliti
- Hipolit Novomeški
- Miran Hladnik
- Lena Holmqvist
- Peter Holozan
- Nanika Holz
- Sonja Horvat ?
- Davorin Hostnik
- Jože Hradil
- Matej Hriberšek
- Niko Hudelja
- Marjeta Humar
- Blanka Husu

## I
- Albin Igličar
- Iztok Ilich
- Andreja Inkret
- Barbara Ivančič Kutin
- Martin Ivanič

## J
- Ivan Jakič (1946)
- Tjaša Jakop?
- Milena Jaklič
- Franc Jakopin
- Primož Jakopin
- Vid Jakulin
- Marija Jamar-Legat
- Peter Jambrek
- Marjanca Jamnik
- Anton Janežič
- Marija Janežič
- Stanko Janežič
- Anton Janko
- Janez Janžekovič
- Urban Jarnik
- Marjan Javornik
- Marija Javornik Krečič
- Marija Javoršek
- Danilo Jejčič
- Klemen Jelinčič Boeta
- Alenka Jelovšek
- Mateja Jemec Tomazin
- Mojca Jenko
- Frančišek Jere
- Viktor Jesenik
- Martin Jevnikar
- Pavle Jezeršek
- Marija Jež Grgič
- Niko Jež
- Janoš Ježovnik
- Janez Jug
- Janko Jurančič
- Petra Jurič
- Franci Just
- Majda Juteršek

## K
- Igor Kafol (& Branka Mirjanić)
- Aleksej Kalc
- Branka Kalenić Ramšak
- Miroslav Kališnik
- Meta Kambič
- Ludvik Karničar
- Matija Kastelec
- Jože Kastelic
- Franc Kattnig
- Bojan Kavčič
- Janez Keber
- Karmen Kenda Jež
- Boris Kern
- Darja Keše
- France Kidrič
- Drago Kladnik
- Tomaž Kladnik
- Edvard (Edi) Klasinc
- Izidor Klemen
- Simona Klemenčič
- Boris Klun
- Ida Knez Račič
- Seta Knop
- Štefan Kociančič
- Darja Kocjan Ačko
- Marta Kocjan-Barle
- Klemen Kocjančič?
- Marijan Kočevar
- Robert Kodrič
- Bogdan Kolar?
- Rudolf Kolarič
- Mojca Kompara Lukančič
- Ileana in Cene Kopčavar
- Marjan Koren
- Tomo Korošec
- Janko Kos
- Peter Kos
- Iztok Kosem
- Polona Kostanjevec?
- Silvin Košak
- Lovrenc Košir
- Stanko Košir (1917-2014)
- Ivan Koštiál
- Janko Kotnik
- Metka Kraigher Hozo
- Rok Kraigher
- Andrej Kranjc (*1931) (metalurg v Braziliji)
- Janez Kranjc
- Marijan F. Kranjc
- Jože Krašovec
- Bojan Kraut
- Bratko Kreft?
- Ivan Kreft?
- Simon Krek
- Jožef Križman
- Marjan Krušič (1937-2022)
- Slavko Krušnik (1924-2019)
- Domen Krvina
- Boris Kryštufek

## L
- Andrijan Lah
- Avguštin Lah (geograf)
- Klemen Lah
- Aleš Lajovic
- Tomo Lajovic
- Barbara Lampič
- Branka Lazar
- Andreja Legan Ravnikar
- Simon Lenarčič
- Jernej Lenček
- Rado Lenček
- Josip (Jože) Valjavec
- Bogdan Lešnik
- Fran Levec
- Miha Likar
- Albinca Lipovec
- Nataša Logar
- Tine Logar
- Janko Lokar
- Igor Longyka
- Tomaž Longyka
- Milan Lovenjak
- Franc Ksaver Lukman
- Aleksandra Lutar Ivanc?

## M
- Helena Majcenovič
- Viktor Majdič
- Marko Marinčič
- Jasmina Markič, Barbara Pihler, Branka Kalenić Ramšak, Urša Geršak, Petra Novak, Marjeta Drobnič
- Josip Marn
- Milko Matičetov
- Mira Matjaž
- Jakob Medved
- Jernej Medved
- Hieronim Megiser
- Luc Menaše
- Pavle Merkù
- Majda Merše
- Matej Meterc
- Mija Michelizza
- Bibijana Mihevc
- Maks Miklavčič
- Franc Miklošič
- Anton Mikuš?
- Lev Milčinski
- Tanja Mirtič
- Branko Milovanović
- Dušan Mlacović
- France Mlakar
- Anton Mlinar
- Janko Moder
- Uroš Mozetič
- Jožef Muhovič
- Francek Mukič
- Ivan Mulaček
- Jakob Müller
- Blažka Müller Pograjc
- Jože Munda
- Anton Murko
- Janez Mušič

## N
- Miha Naglič
- Vladimir Naglič
- Vladimir Nartnik
- Karel Natek
- Marjeta Natek
- Henrik Neubauer
- Barbara Novak
- Bogdan Novak
- Boris A. Novak
- Franc Novak (1915–1979)
- France Novak
- Irena Novak-Popov
- Vilko Novak
- Predrag Novaković
- France Novšak

## O
- Pavel Obersteiner
- Anton Ocvirk
- Maja Ogrizek
- Martin Ojsteršek
- Irena Orel?
- Lojze Orešič
- Božena Orožen?
- Milan Orožen Adamič?
- Mari Jože Osredkar
- (Karel Oštir)

## P
- Andrej Pančur
- Marijan Pavčnik
- Alenka Pavko-Čuden
- Slavica Pavlič
- Josip Pavlica
- Rajko Pavlovec
- Kristina Pegan Vičič
- Dominik Pen
- Darja Peperko Golob
- Alojz Perger
- (Gregor Perko)
- Tomaž Petauer
- Janez Petkovšek
- Fran Petre
- Špela Petric Žižić
- Lena Petrič (r. Holmqvist)
- Avgust Pirjevec
- Alenka Pirman
- Milena Piškur
- Primož Plahuta
- France Planina
- Maks Pleteršnik
- Štefan Podboj
- Aleš Pogačnik
- Jelka Pogačnik
- Miha Pogačnik?
- Breda Pogorelec
- Marko Pohlin
- Primož Ponikvar
- Zvonka Praznik
- Vasja Predan
- Tomaž Prelokar
- Francka Premk
- Janko Pretnar
- Tone Pretnar
- Tadej Pretner
- Marijan Prosen - Majo
- Erik Prunč

## R
- Božidar Race
- Duša Race
- Ida Knez Račič
- Jože Račič
- Dalibor Radovan
- Sašo Radovanovič
- Jože Rajhman
- Fran Ramovš
- Mojca Ramšak
- Vladimira Rejc
- Aleksandra Rekar
- Peter Repolusk
- Jakob Rigler
- Leo Rigler
- Grega Rihtar
- Andrej Rijavec
- Andrej Rozman
- France Rozman
- Tadeja Rozman
- Anton Rožič ?
- Samo Rugelj
- Dimitrij Rupel
- Mirko Rupel
- Lado Rupnik
- Vida Rus

## S
- Linda Sadnik Aitzetmüller
- Mitja Saje
- Oton Sajovic
- Smiljan Samec
- Igor Sapač
- Franci Savenc?
- Franc Savinšek
- Roman Savnik
- Peter Scherber
- Matjaž Schmidt
- Bojan-Ilija Schnabl
- Bela Sever
- Dalja Sever Jurca
- Jože Sever
- Peter Simonič
- Sandi Sitar
- Ivan Sivec
- Jože Skaza?
- Boris Sket?
- Dušan Sket
- Ingrid Slavec Gradišnik
- Dagmar Slekovec (r. Škerlj)
- Ivan Slokar
- Franc? Smole?
- Viktor Smolej
- Marijan Smolik
- Jana Snoj
- Jerica Snoj
- Jože Snoj
- Marko Snoj
- Jože Spanring
- Anita Srebnik
- Vlado Sruk
- Jože Stabej (1896-1980)
- Janez Stanonik?
- Tončka Stanonik
- Branko Stanovnik
- Dragi Stefanija
- France Stele?
- Han Stenwijk
- Miroslav Stepančič
- Ivan Stopar
- Irena Stramljič Breznik
- Anton Stres
- Vojteh Strnad
- Đurđa Strsoglavec
- Albert Struna
- Lavoslav Struna
- Katja Sturm-Schnabl
- Stane Suhadolnik
- Leopold Suhodolčan
- Peter Svetina

## Š
- Rajko Šajnovič
- Barbara Šatej
- Franc Šebjanič
- Lidija Šega
- Matej Šekli?
- Alenka Šelih
- Milan Šifrer?
- Živko Šifrer
- Igor Šimac
- Lucijan Marija Škerjanc
- Dagmar Škerlj-Slekovec
- Ružena Škerlj
- Stanko Škerlj
- Jožica Škofic
- Edo Škulj
- Janko Šlebinger
- Sergij Šlenc
- Neva Šlibar
- Andrej Šmalc?
- Jakob Šolar
- Manica Špendal?
- Marcel Štefančič?
- Martin Šteiner
- Jože Šter
- Ivan Janez Štuhec
- Renate Štrucl
- Franc Šturm
- Florjan Šunko

## T
- Alojzij Tavčar
- Cvetana Tavzes
- Janko Tavzes
- Miloš Tavzes
- Marko Terseglav
- Suzana Todorović
- Ivan Tominec
- Josip Tominšek
- Dušan Tomše
- France Tomšič
- Žarko Tomšič
- Jože Toporišič
- Silvo Torkar
- Gorazd Trpin
- Primož Trubar
- Vladimir Truhlar
- Tschinkel ?
- Janez Tušek

## U
- Hugo Uhliř
- Miroslav Ulčar
- Milena Uršič
- Aleš Ušeničnik
- Simon Ülen?
- Lojze? Uršič

## V
- Alojzij Vadnal
- Milan Valant
- Vlado Valenčič
- Josip (Jože) Valjavec
- Janez Vajkard Valvasor
- Francka Varl Purkeljc
- Joseph Velikonja
- Franc Verbinc
- Sergij Vilfan
- Nastja Vojnovič
- Alenka Vrbinc
- Marjeta Vrbinc
- Marko Vidic
- Josip Vidmar
- Luka Vidmar
- Živa Vidmar
- Ada Vidovič Muha
- Nada Vitorovič
- France Vodnik
- Barbara Vodopivec
- Božo Vodušek
- Dušan Voglar
- Gregor Vorenc
- Ivan Vrbančič
- Alenka Vrbinc
- Marjeta Vrbinc
- Zdenko Vrdlovec

## W
- Dragica Wedam-Lukić
- Peter Weiss
- Fran Wiesthaler
- Anton Wolf (1802–1871)
- (Konstantin Wurzbach)

## Z
- Marijan Zadnikar?
- Franc Zadravec
- Mihael Zagajšek
- Janez Zalokar
- (Antonín Zavadil)
- Pavel Zdovc
- Janko Zerzer
- Josip Zidar
- Marija Zlatnar Moe
- Jure Zupan
- Minna Maria Zupan
- Radovan Zupanc

## Ž
- Mojca Žagar Karer
- Miroslav Žakelj
- Marija Žakelj-Mavrič
- Marjeta Žebovec
- Andrejka Žejn?
- Andreja Žele
- Sebastijan Žepič
- Franc Žibert?
- Andreja Žigon
- Nina Žitko?
- Andrej Žohar?